# Trésor Empoke
Botuly Trésor Empoke (Kinshasa, 16 december 1982) is een voormalig Frans-Congolees voetballer. Hij was een centrumspits en aanvaller die in de selectie zat van diverse voetbalclubs.
Ondanks dat Trésor Empoke bij verschillende clubs was gecontracteerd speelde hij niet al te vaak in wedstrijden. Hij speelde uiteindelijk 21 keer in een profwedstrijd voor Excelsior Moeskroen en een keer voor Lierse SK. Hij wist geen doelpunten te scoren in de reguliere competities. In de Beker van België scoorde op 17 november 2001 in de zesde ronde twee keer tegen Bocholter VV. Hij scoorde in deze wedstrijd tweemaal, kort achterelkaar in de tweede helft van de wedstrijd.

## Jeugdcarrière
- 1996-1998:  Lille OSC
- 1998-1999:  Excelsior Moeskroen

## Profcarrière
- 1999-2002:  Excelsior Moeskroen
- 2002-2003:  Lierse SK (huur)
- 2003-2004:  Excelsior Moeskroen
- 2004-31 jan 2005:  Sporting West
- 1 feb 2005-30 jun 2005:  RFC Tournai
- 2005-2006:  ES Wasquehal
- 2006-2007:  AC Cambrai
- 2009-2010 :  Olympic Charleroi